# Ekhymosis
Ekhymosis es una banda de thrash metal formada en Medellín, Colombia por el reconocido artista Juanes y Andrés García, quienes a través de su trayectoria y cambios al interior de su formación, han mostrado diferentes facetas musicales, desde el thrash metal con que originalmente fue concebido, y que hoy en día es retomado por la formación actual, hasta el pop latino que dio a conocer internacionalmente a quien fuera en ese entonces su cantante y líder, Juan Esteban Aristizabal, más conocido como Juanes.

## Historia
Ekhymosis nació en Medellín en 1987; relata Juanes: "Mi guitarra necesitaba reparación y me encontré con Andy quien sabía repararla, desde ese día no hemos parado, comenzamos a tocar entre nosotros, pero nos dimos cuenta que nos estaba gustando toda esta idea de tocar. Teníamos que buscarle un nombre al grupo, algo que definiera nuestra música y entre los que teníamos nos gustó como sonaba Ekhymosis  (Término médico significa el moretón que sale en la piel después de un golpe), era algo distinto, particular". Al mes de formación tuvieron su primer concierto. Cabe destacar que el 2 de noviembre de 1995 iban a ser teloneros en el concierto de Bon Jovi en Bogotá, pero esto no se dio, por razones del atentado realizado al político Álvaro Gómez, quien fue asesinado ese día.

### Discografía
La banda comienza con Andy García como guitarrista líder, Juanes guitarra rítmica, Esteban Mora Batería y Alex Okendo en la voz, después del primer concierto el 19 de marzo de 1988 en el polideportivo sur de envigado, sale Alex de la banda y Juanes además de guitarra hace las voces, el primer registro de esas voces de la etapa inicial es la grabación de la canción "Niebla Y Calor" para la banda sonora de la película "Rodrigo D No Futuro" a finales de ese mismo año se graba el Demo en casete titulado "Nunca Nada Nuevo" grabado el 6 de noviembre de 1988 en la casa de Federico López (Habichuela) luego de varios conciertos y un par de años grabaron su primer sencillo 1989 con su propio dinero titulado «Desde Arriba es Diferente», el cual contenía dos canciones, «Desde Arriba es Diferente» y «Escrito Sobre el Agua».
Luego vendría «De Rodillas» EP en 1992 que contenía los temas «Culpable por Inocente», «No es Justo», «De Rodillas» y «Sálvame». Siendo identificado éste trabajo como el detonante de un nuevo movimiento rock en Medellín permitiendo que otras bandas surgieran entre ellas Juanita Dientes Verdes, Betelgeuse, Perseo, Emma Hoo entre otras. Las letras giraban alrededor de la violencia tan marcada en Medellín y la injusta muerte de tantos jóvenes inocentes.
En el año de 1993 lanzaron «Niño Gigante» su tercer trabajo donde Ekhymosis se consagró. En este se encuentra la canción «Solo» que marcó un hito en la historia del rock colombiano y ésta a su vez se convertiría el emblema del grupo, para ese entonces ya se habían vendido casi siete millones de copias y eso era una cifra bastante astronómica porque se estaba hablando de una banda de jóvenes que apenas estaban incursionando en la música.
De ahí en adelante sacaron varios trabajos más como: «Ciudad Pacífico» (1994), «Amor Bilingüe» (1995), «Ekhymosis Unplugged» (1996) y el álbum «Ekhymosis» en (1997); este último en el cual Juanes y Andrés García compusieron entre ambos una canción que se convertiría en otro hit musical para la banda, y que es considerada por muchos como un himno al sentido de pertenencia por lo que se ama, «La Tierra».
En el año 2011 la banda renace con la idea de rendir homenaje a su sonido original y a los integrantes fundadores. Es así como en ésta nueva etapa se retoma el Heavy y Speed Metal de sus comienzos, interpretando las canciones incluidas en los discos grabados antes de 1993, con la idea de "recrear el ambiente de nuestra cultura musical escrita desde “Niebla y calor” hasta el “Niño Gigante”, y componer nuevas canciones con el sonido característico del primer Ekhymosis. En el año 2012, la nueva formación relanzó las siguientes canciones:
1. Desde Arriba Es Diferente.
2. No Es Justo.
3. Culpable Por Inocente.

Ekhymosis celebró los 20 años del álbum «Niño Gigante» con el relanzamiento de una de sus canciones más populares «Solo».
En el año 2013, Ekhymosis presenta su Nueva Canción; «Justicia Negra», confirmando su reencuentro con el metal, después de su último álbum de este género, «Niño Gigante».
En el año 2015, Santiago Giraldo y Santiago Mora dejan la banda por motivos personales. Desde entonces anunciaron que están en proceso de preproducción del nuevo álbum hasta que en las guitarras regresó Oscar Osorio, cabe recordar que él había reformado la agrupación junto a Andrés García en el 2012. Después de un largo tiempo finalmente anuncian oficialmente la entrada de Luis Duqueiro como nuevo cantante de la banda así como su regreso a la compañía Codiscos que los vio nacer desde su primer álbum Niño Gigante. Algo que causó tristeza dentro de la banda fue la muerte de su exguitarrista José Uribe quien vivía en España desde hace un largo tiempo, falleció a causa de un paro cardíaco por lo que la banda planea un concierto en homenaje a quien fuese su más grande amigo.
En el año 2024, Juanes realizó su tour "JuanEs Colombia", durante el cual hicieron aparición sorpresa algunos miembros antiguos como Fernando Tobón conocido como “Toby”, dando lugar a un espectáculo sumamente amado por sus fanáticos más antiguos. Durante esta aparición, el grupo junto con Juanes interpretaron canciones como "Solo" y "La Tierra".

### Conciertos 2012 - 2017
Ekhymosis ha tenido innumerables conciertos después de su regreso a los escenarios musicales:
1. CalidoRock - Cali - Colombia 2012
2. Car Audio - Bogotá - Colombia 2013
3. Car Audio - Medellín - Colombia 2013
4. Matacandelas - Medellín - Colombia 2013
5. Festival Internacional Altavoz - Medellín - Colombia 2013
6. Festival Rock Al Aire Libre Calárca Quindio - Colombia 2013
7. Festival Sua-Rock II "Varón Del Sol" - Soacha - Cundinamarca- Colombia 2014
8. Concierto Urbano de la Feria - Manizales - Colombia 2015
9. Festival Rock al parque 2017

## Influencias
Declaran que sus influencias son varias: inicialmente Metallica, Slayer, Sodom, y en general el movimiento del Thrash metal de la década de los años 1980. Más adelante, tras dejar de lado el Metal, su música se convirtió en una mezcla de Rock and Roll fusionado con ritmos latinos, con influencias que iban desde Carlos Gardel, Piero, Los Visconti, Los Panchos, Silvio Rodríguez, y el folclor Colombiano. Hoy en día, luego de algunos años de ausencia, Andrés García fue influenciado por una sugerencia del vocalista Judeo-Colombo-Estadounidense Jonathan Hans de Betelgeuse en el Auros Copias del Unicentro de Medellín donde coincidieron en que deberían volver a sonar como en sus inicios y éste decide volver a conformar de nuevo la banda, volviendo al Thrash metal que los vio nacer.

## Integrantes

### Cronología
|                  | 1988          | 1989                  | 1990-1991     | 1992-1993       | 1994-1996       | 1996-1997      | 2012-2015        | 2016-2020        | 2021-presente    |
| ---------------- | ------------- | --------------------- | ------------- | --------------- | --------------- | -------------- | ---------------- | ---------------- | ---------------- |
| Voz              | Alex Oquendo  | Toto Lalinde / Juanes | Juanes        | Juanes          | Juanes          | Juanes         | Santiago Giraldo | Luis Duqueiro    | Daniel Zapata    |
| Guitarra rítmica | Juanes        | Juanes                | Juanes        | Juanes          | Juanes          | Juanes         | Felipe Manrique  | Felipe Manrique  | James Agudelo    |
| Batería          | Esteban Mora  | Esteban Mora          | Esteban Mora  | Esteban Mora    | José Lopera     | José Lopera    | Mauricio Estrada | Mauricio Estrada | Mauricio Estrada |
| Guitarra Líder   | Andrés García | Andrés García         | José Uribe    | José Uribe      | Fernando Tobón  | Fernando Tobón | Santiago Mora    | Oscar Osorio     | Felipe Manrique  |
| Bajo             | Felipe Zárate | Felipe Zárate         | Andrés García | Andrés García   | Andrés García   | Andrés García  | Andrés García    | Andrés García    | Andrés García    |
| Teclados         |               |                       |               | Alejandro Ochoa | Alejandro Ochoa |                |                  |                  |                  |
| Percusión        |               |                       |               |                 | Felipe Martínez |                |                  |                  |                  |

## Miembros
- Andrés García - guitarra líder,bajo (1988-1997) (2012-presente)

- Dani Zapata - Voz (2020-presente)

- Felipe Manrique - guitarra rítmica.guitarra líder (2012-presente)

- James Agudelo - guitarra rítmica (2021-presente)

- Mauricio Estrada - batería (2012-presente)

### Miembros anteriores
- Juanes - voz, guitarra rítmica (1988-1997)
- Alex Oquendo - voz (1988)
- Felipe Zárate - bajo (1988-1989)
- Esteban Mora - batería (1988-1993)
- José Uribe - guitarra líder (1990-1993)
- Alejandro Ochoa - teclados (1992-1996)
- Fernando Tobón - guitarra líder (1994-1997)
- José Lopera - batería (1994-1997)
- Santiago Giraldo - voz (2012-2014)
- Santiago Mora - guitarra líder (2012-2015)

## Discografía

### Álbumes de estudio
- Niño Gigante (1992)
- Ciudad Pacífico (1994)
- Amor Bilingüe (1995)
- Ekhymosis (1997)
- Paz Con Cadenas (2016)

### Álbumes en vivo
- Ekhymosis Unplugged Acústico (1996)

### Álbumes recopilatorios
- Grandes Éxitos Originales (2000)
- The Best Of Ekhymosis (2009)

### Extended plays
- Desde Arriba Es Diferente (1989)
- De Rodillas (1991)